# AN/USQ-17
Die AN/USQ-17 auch Naval Tactical Data System (NTDS) oder UNIVAC M-460 genannt, bezeichnet ein Computersystem, welches von Sperry Rand gebaut wurde. Dies war Seymour Crays letzte Arbeit für Sperry Rand.
Die Maschine hatte etwa die Größe einer Badewanne, ca. 1,2 Meter hoch. Kurz nachdem das Design der Maschine abgeschlossen wurde, verließ Semour Cray Sperry Rand und wechselte zur Control Data Corporation (CDC). Als Sperry Rand den Auftrag für die Produktion des Systems durch die US Navy erhielt, musste Sperry Rand die Maschine völlig neu entwickeln. Bis auf den Befehlssatz wurde eine neue Maschine unter der Bezeichnung AN/USQ-20 entwickelt.
Der Befehlssatz wurde mittels 30-Bit-Worten abgebildet:
| Instruktionswort | Instruktionswort | Instruktionswort | Instruktionswort | Instruktionswort | Instruktionswort | Instruktionswort  | Instruktionswort  | Instruktionswort  | Instruktionswort          | Instruktionswort          | Instruktionswort          | Instruktionswort     | Instruktionswort     | Instruktionswort     | Instruktionswort | Instruktionswort | Instruktionswort |
| ---------------- | ---------------- | ---------------- | ---------------- | ---------------- | ---------------- | ----------------- | ----------------- | ----------------- | ------------------------- | ------------------------- | ------------------------- | -------------------- | -------------------- | -------------------- | ---------------- | ---------------- | ---------------- |
| 1                | 2                | 3                | 4                | 5                | 6                | 7                 | 8                 | 9                 | 10                        | 11                        | 12                        | 13                   | 14                   | 15                   | 16               | ..               | 30               |
| Funktionscode    | Funktionscode    | Funktionscode    | Funktionscode    | Funktionscode    | Funktionscode    | Sprung- bedingung | Sprung- bedingung | Sprung- bedingung | Operanden- interpretation | Operanden- interpretation | Operanden- interpretation | Adress- modifikation | Adress- modifikation | Adress- modifikation | Basisadresse     | Basisadresse     | Basisadresse     |

Zahlen wurden mittels 30-Bit-Worten abgebildet. Der Speicher wurde mit 32.768 Wörtern Kernspeicher abgebildet.